# 覃树人
覃树人，海洋生物学者，中国商人，美国永久居民，因在没有取得美国出口许可证的情况下，向位于中国的西北工业大学出口水听器，2021年被判处两年监禁。